# Instituto Balear
El Instituto Balear fue una institución de enseñanza media de la ciudad española de Palma de Mallorca creada por Orden Real el 25 de octubre de 1835, gracias a una iniciativa de la Sociedad Económica Mallorquina de Amigos del País.

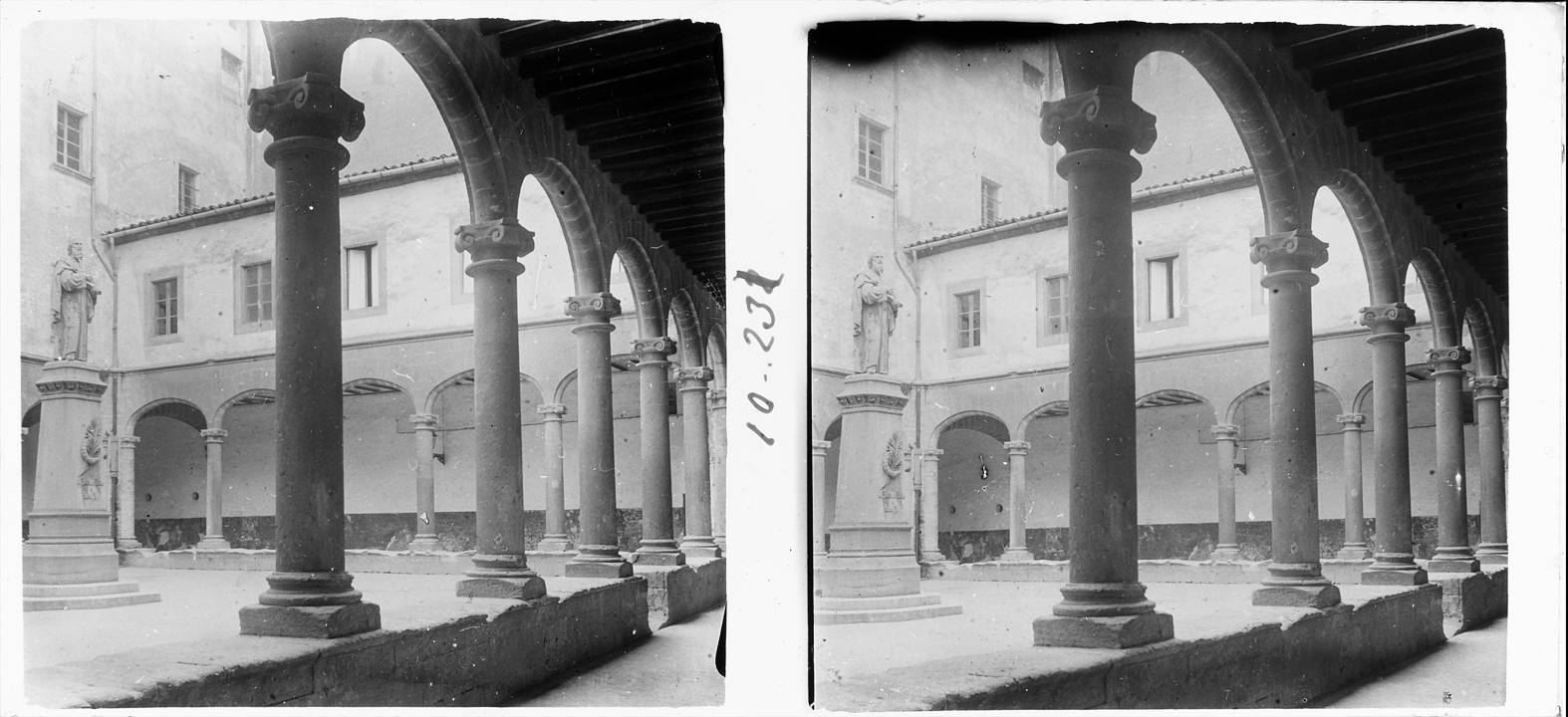
Claustro del edificio del colegio Montesión, donde se instaló durante años el Instituto Balear y anteriormente el Estudio General Luliano.

Inaugurado hacia enero del 1836, significó la puesta en marcha en Baleares del plan definido por Gaspar Melchor de Jovellanos treinta años antes, dispuso de las rentas y donaciones del antiguo colegio de Nuestra Señora de Montesión —edificio en el cual se instaló tras la expulsión de los jesuitas de 1767—, donde años antes se había instalado el Estudio General Luliano. El instituto representaba la voluntad de adecuar las enseñanzas a las necesidades de una sociedad en transformación. Fue el primer instituto de enseñanza media del estado español y proporcionaba una educación con sentido moderno. Desapareció el 1840-42, y fue sustituido, por orden de la Junta Revolucionaria de Mallorca, por la Universidad Literaria de Mallorca. Fue dirigida de 1846 a 1900 por Francesc Manuel de los Herreros, que también fue el secretario del archiduque Luis Salvador. Fueron profesores, entre otros muchos, Miquel Moragues y Montserrat, Joseph Lluís Pons y Gallarza, Joaquim Botia, José Monlau y Sala, Pedro Estelrich y Fuster, Francisco Barceló y Combis y Luciera Pozo, y asistieron como alumnos Marian Aguiló, Pere de Alcántara Peña, Miguel Costa y Llobera, Joan Rosselló de Son Forteza, Miquel dels Sants Oliver, Manuel Cirer Arbona, etc. El instituto consiguió un gran prestigio educativo y, entre otras cosas, fue uno de los cimientos de la Renaixença en Mallorca.[cita requerida]